# 2019冠状病毒病法属圭亚那疫情
2019冠状病毒病法属圭亚那疫情，介绍在2019新型冠狀病毒疫情中，在法属圭亚那发生的情况。

## 时间轴

### 3月
2020年3月4日，法属圭亚那宣布确诊5例2019冠状病毒病病例，其中一名为医护人员。
3月15日，累计确诊7例。
3月16日，新增确诊4例，累计确诊11例。
3月19日，新增确诊4例，累计确诊15例；累计治愈5例。
3月20日，新增3例输入病例，累计确诊18例；新增治愈1例，累计治愈6例。
3月21日，新增1例输入病例，累计确诊19例。
3月22日，新增2例输入病例，累计确诊20例。
3月23日，新增3例输入病例，累计确诊23例。
3月25日，新增3例输入病例，累计确诊30例；新增治愈4例，累计治愈10例。
3月26日，新增1例输入病例，累计确诊31例。
3月27日，新增3例输入病例，累计确诊34例。
3月28日，新增3例确诊病例，累计确诊37例。新增中1例为输入病例，2例为20日一确诊病例接触者。新增治愈5例，累计治愈15例。
3月29日，新增6例确诊病例，累计确诊43例。新增中4例为输入病例，14天内曾有马提尼克旅行史。
3月30日，新增3例确诊病例，累计确诊46例。新增中1例为输入病例，2例为20日一确诊病例接触者。
3月31日，新增5例确诊病例，累计确诊51例。新增中2例为输入病例。

### 4月
4月2日，新增确诊6例，累计57例。
4月3日，新增确诊4例，累计61例；累计治愈27例。
4月4日，新增确诊5例，累计66例。
4月5日，新增确诊2例，累计68例。
4月6日，新增确诊4例，累计72例。
4月7日，新增确诊5例，累计77例。
4月8日，新增确诊6例，累计83例，住院患者9例，其中1例接受重症监护，43例治愈。
4月9日，新增确诊1例，累计84例，住院患者10例，其中1例接受重症监护，49例治愈。
4月10日，新增确诊2例，累计86例，住院患者9例，其中1例接受重症监护，51例治愈。
4月12日，新增确诊2例，累计88例，住院患者15例，53例治愈。
4月14日，新增确诊7例，累计95例，住院患者19例，61例治愈。
4月15日，新增确诊1例，累计96例，住院患者9例，其中1例接受重症监护，61例治愈。
4月19日，新增确诊1例，累计97例，住院患者8例，其中2例接受重症监护，69例治愈。
4月21日，报告首例死亡病例，住院患者2例，其中1例接受重症监护，83例治愈。
4月22日，新增确诊10例，累计107例，住院患者3例，其中1例接受重症监护，84例治愈。
4月23日，新增确诊2例，累计109例，住院患者3例，其中0例接受重症监护，87例治愈。
4月24日，新增确诊2例，累计111例，住院患者3例，其中0例接受重症监护，87例治愈。
4月27日，新增确诊13例，累计124例，住院患者1例，其中0例接受重症监护，91例治愈。
4月28日，新增确诊1例，累计125例，住院患者1例，其中0例接受重症监护，93例治愈。
4月29日，新增确诊1例，累计126例，住院患者2例，其中0例接受重症监护，94例治愈。
4月30日，新增确诊2例，累计128例，住院患者2例，其中0例接受重症监护，98例治愈。